# Ladislas II d'Opole
Vladislas II d'Opole (polonais : Władysław Opolczyk, allemand : Wladislaus von Oppeln, hongrois : Oppelni László, ukrainien : Владислав Опольчик) (né vers 1332 – 18 mai 1401) fut duc d'Opole à partir de 1356 comme vassal du royaume de Bohême, Comte Palatin de Hongrie entre 1367 et 1372, souverain de Lubliniec jusqu'en 1368, Duc de Wieluń entre 1370 et 1392, souverain de Bolesławiec à titre viager à partir de 1370, Gouverneur de la Principauté de Galicie-Volhynie en 1372–1378, souverain de Pszczyna entre 1375 et 1396, Voïvode (Régent) de Pologne en 1378, Duc de Dobrzyń et de Cujavie entre 1378 et 1392 comme vassal de la Pologne, souverain de Głogówek à partir de 1383 et souverain de Krnov entre 1385 et 1392.

## Origine
Valdislas est le fil ainé du duc Bolko II d'Opole et de son épouse Élisabeth, fille du duc Bernard de Świdnica. Issu d'une lignée des Piast de Silésie on connait peu de choses de sa jeunesse. Comme jeune prince il est envoyé en Hongrie afin de se former politiquement vers 1353, c'est là qu'il se marie avec la fille d'un prince roumain et qu'il réside jusqu'à la mort de son père en 1356.

## Duc d'Opole
À la mort du duc Bolko II, Vladislas et ses frères Bolko III et Henri héritent conjointement du duché d'Opole devenu fief de la Couronne de Bohême comme corégents. Cependant la forte personnalité de Vladislas l'ainé lui permet d'obtenir le plein gouvernement des possessions familiales et de convaincre ses frères d'accepter une part d'héritage réduite à quelques domaines. Bolko III et Henri demeurent co-ducs d'Opole mais de manière uniquement formelle.

## Relations avec le roi LouisIerde Hongrie
La carrière politique de Vladislas débute vraiment pendant la décennie 1360 à la cour de Hongrie de 
Louis Ier. En 1364 il participe dans la suite royale hongroise au « Congrès des cinq rois »  tenu à Cracovie pour évoquer un projet de Croisade . La plus importante mission que Louis Ier confie à Vladislas intervient deux ans plus tard en 1366 quand il négocie le projet finalement abandonné, du mariage d'une nièce du roi de Hongrie avec Venceslas, le fils et héritier de l'Empereur et roi de Bohême Charles IV.
Sa fidélité à la maison capétienne d'Anjou procure à Vladislas une promotion comme « Comte palatin » fonction qu'il occupe cinq ans entre 1367 et 1372 et qui fait de lui après le roi l'un des personnages les plus importants du royaume. les fonctions consistent tout d'abord en une délégation du pouvoir judiciaire, prérogative éminemment royale. Dans l'exercice de son office, Vladislas fait preuve de compétence et d'implication; il crée quatre Congregatio generalis, pour le traitement des affaires judiciaires.

## Mort de Casimir III de Pologne
Pendant l'exercice de ses fonctions de Comte palatin, Vladislas n'arrête pas de participer à la politique étrangère ; par exemple il intervient en Bulgarie en 1368. En 1370, après la mort du roi Casimir III de Pologne oncle maternel du roi de Hongrie, le duc d'Opole participe activement à l'accession de Louis Ier au trône de Pologne. Comme récompense le roi Louis lui accorde les cités de Wieluń et Częstochowa.
Pendant ce temps Bolko III, le frère de Vladislas hérite de Strzelce Opolskie de leur oncle Albert et le duc Vladislas d'Opole conserve seul le gouvernement du duché familial, leur autre frère Henri étant mort en 1365 sans héritier. En 1371 Vladislas mène une armée contre les possessions de la « Couronne de Bohême » qui provoque une dévastation de la Moravie. L'année suivante Vladislas est néanmoins à la tête des médiateurs qui règlent le conflit entre l'empereur Charles IV, roi de Bohême et le roi Louis Ier de Hongrie sur la base de fiançailles entre Sigismond second fils de Charles IV et Marie fille ainée de Louis Ier.

## Seigneur de Ruthénie
En octobre 1372 Vladislas est inexplicablement privé de sa fonction de « Comte palatin ». Bien qu'il conserve ses biens et possessions en Hongrie son influence politique décroit. Comme compensation il reçoit le gouvernement 
de la partie de la Principauté de Galicie-Volhynie contrôlée par le royaume de Hongrie. Dans cette nouvelle fonction le duc d'Opole contribue avec succès au développement économique des territoires qui lui ont été confiés. Vladislas réside principalement à Lviv, mais il passe les dernières années de son gouvernement à Halych. Le seul problème sérieux qu'il rencontre dans la région est lié à l'influence de l'Église orthodoxe, qui déplait aux boyards locaux qui sont de fervents catholiques. C'est probablement sur le conseil de Vladislas qu'en 1373 à Košice, le roi Louis Ier convoque l'assemblée des ordres polonais afin de garantir la succession en ligne féminine à ses filles en faisant de grandes concessions à la noblesse polonaise (la szlachta).

## Voïvode de Pologne et souverain de Cujavie

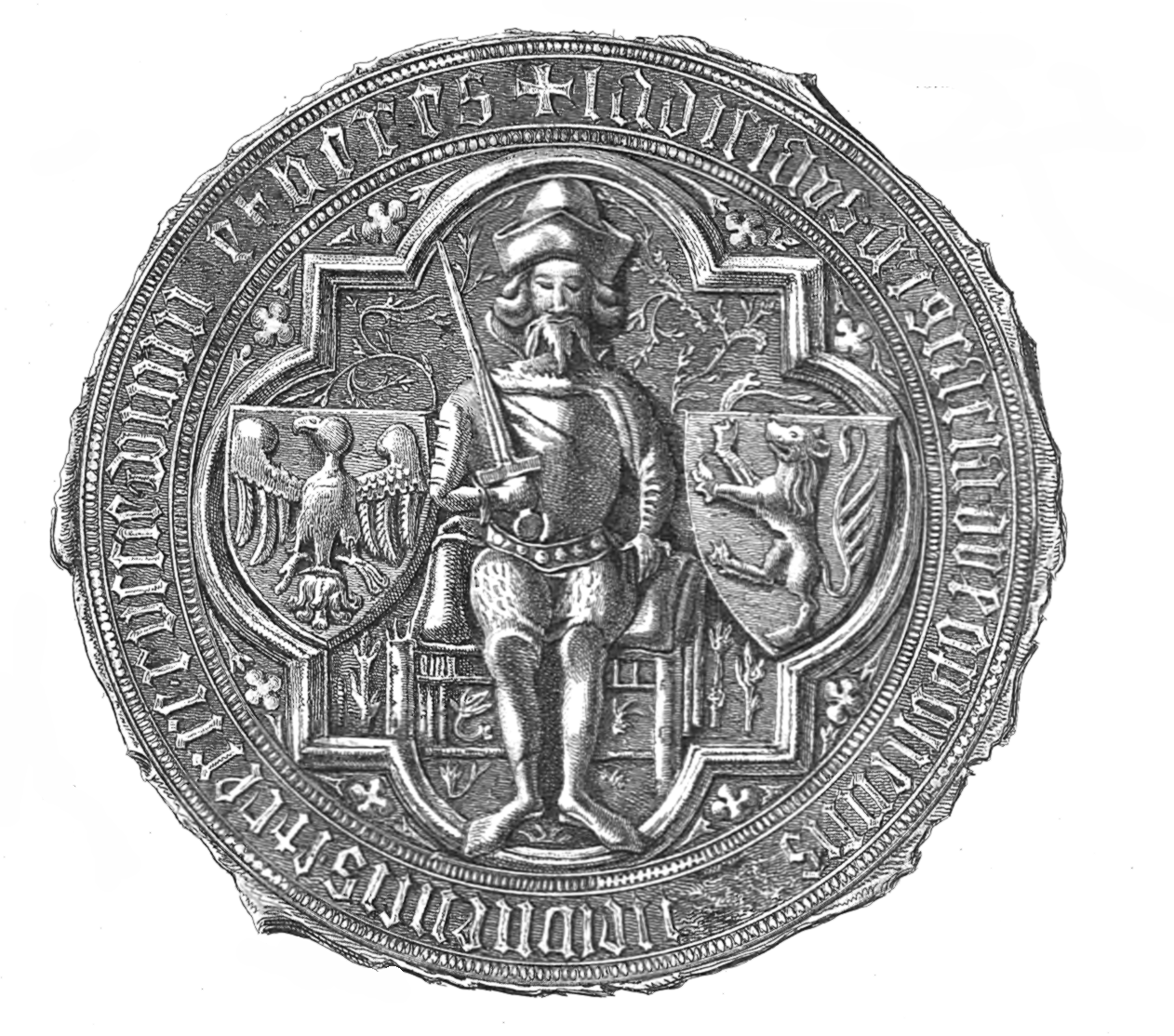
Sceau ducal Ladislaus Dei Gracia Dux Opoliensis Wieloniensis et Terre Russie Domin et Heres (vers 1387)

En 1378 le retour de la mère du roi Élisabeth de Pologne, en Hongrie, oblige le roi Louis Ier à rappeler Vladislas de son poste et à le nommer à la fonction vacante de Voïvode ou Régent de Pologne. Immédiatement Vladislas doit faire face à l'hostilité de la noblesse polonaise mécontente de la décision du roi Louis Ier de réserver sa succession à ses filles et il doit renoncer à sa fonction. Comme compensation le duc d'Opole reçoit la souveraineté sur les cités de la région de Dobrzyń et d'une partie de la Cujavie avec les villes de Bydgoszcz, Inowrocław et Gniewkowo). Ses territoires sont frontaliers avec les domaines de l'Ordre Teutonique, avec qui peu après Vladislas établit de premiers contacts étroits qui incluent le droit de poursuite des criminels dans ses domaines par les Chevaliers Teutoniques.
En Cujavie, Vladislas entre en conflit pour des motifs financiers avec l'évêque de Płock, Dobiesław Sówka (en), qui se solde par l'excommunication du duc, qui est relevée l'année suivante par l'Archevêque de Gniezno. Comme signe de réconciliation avec l'Église, Vladislas fonde le monastère paulin de Notre-Dame de Jasna Góra à Częstochowa ; le duc fait également don de la fameuse Vierge Noire de Częstochowa, qui selon la tradition provient de Jérusalem, via Constantinople et Bełz, avant d'atteindre finalement Częstochowa en aout 1382.
À son décès, son frère le duc Bolko III († 21 octobre 1382), laisse quatre fils mineurs, et un mois plus tôt le 14 septembre le duc Henri de Niemodlin était mort sans héritier. ces disparitions permettent à Vadislas d'étendre son influence sur la Basse-Silésie, comme souverain de Strzelce et Niemodlin bien que seulement comme régent de ses neveux et Głogówek qui lui est donné un an plus tard en 1383. Le duc d'Opole soutient également la carrière religieuse du fils ainé de Bolko III, Jean Kropidło en obtenant pour lui en dépit de son jeune âge la dignité d'évêque de Poznań.

## Mort de LouisIeret relations avec Vladislas II Jagiełłon

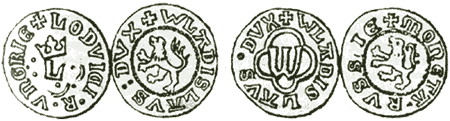
Ruthénie rouge Monnaies d'Opolczy (1389)

Le 10 septembre 1382 le roi Louis Ier de Hongrie, le protecteur de Vladislas, meurt. Sa fille ainée Marie est couronnée reine de Hongrie. Malgré sa fidélité officielle à la fille du défunt roi, Vladislas comme descendant des Piast décide se porter candidat à la couronne royale. Cependant il n'est guère populaire parmi la noblesse polonaise qui lui préfère un autre Piast Siemovit IV de Płock. Après la rupture des fiançailles entre la seconde fille de Louis Ier Hedwige et Guillaume d'Autriche, les deux prétendants doivent finalement s'effacer en 1386 la jeune reine et son époux désigné le Grand-duc païen de Lituanie Jogaila, Vladislas n'est toutefois pas totalement hostile à ce dernier selon certaines sources il aurait même été son parrain de baptême sous le nom « Władysław » lors de sa conversion au catholicisme. La coopération entre le duc d'Opole et le roi est pourtant brève. En 1388, après que le roi l'ait dépossédé de Bydgoszcz, le duc tente un coup de force destiné à capturer le nouveau souverain et à prendre le château de Wawel. Battu et fait prisonnier par le Starosta (c'est-à-dire: gouverneur de province) Sędziwój Pałuka, Vladislas II est obligé de capituler et de renoncer à toutes prétentions au trône de Pologne. Le roi Władysław II Jagiełło met de plus son veto en 1389 à la promotion de son neveu Jean Kropidło à l'archevêché de Gniezno.

## Allié de l'Ordre Teutonique, guerre avec la Pologne et mort
De nouvelles frictions surviennent avec le roi de Pologne en mai 1391, lorsque Vladislas engage le territoire de Złotów aux Chevaliers Teutoniques. Craignant de voir l'Ordre Teutonique encercler ses frontières, le roi ordonne la confiscation des fiefs de Vladislas situés en territoire polonais. Face au pouvoir royal le duc d'Opole capitule, et en 1392 il transfère les territoires contestés à la Pologne à l'exception de Bolesławiec, il accepte même l'expectative de leur annexion au royaume polonais après sa mort. L'animosité de Vladislas d'Opole envers le roi ne s'apaise pas et en 1393 il décide de vendre tous ses droits sur la région de Dobrzyń à l'Ordre Teutonique. Il tente également de convaincre le Grand-Maitre de l'Ordre Teutonique, Konrad von Wallenrode, d'attaquer le royaume de Pologne avec l'appui de forces teutoniques de Pologne, Hongrie et Bohême. Le conflit s'éteint de lui-même. La guerre qui débute par un succès notamment par le siège de Nowy Korczyn le 26 juillet 1393 se termine finalement en 1396, lorsque l'armée royale décide d'attaquer les États silésiens de Vladislas d'Opole. Après que les troupes polonaises aient pris le contrôle de Strzelce, le 6 aout de la même année, les neveux de Vladislas décident de faire la paix avec le roi de Pologne. Les fils de Bolko III assument désormais pleinement le gouvernement du duché d'Opole et Vladislas se trouve relégué à un statut secondaire. Déçu dans ses ambitions qui avaient échoué lamentablement, Vladislas meurt le 18 mai 1401 à Opole, il est inhumé dans l'église du couvent local des Franciscains.

## Union et postérité
Vladislas épouse en Hongrie vers 1352/1355 Elisabeta Basaraba († vers 1367/1369) fille du prince de Valachie Nicolae Ier Alexandru dont :
- Kinga (1355/1357 - † vers 1369) nonne à Sainte-Claire d'Alt-Buda
- Elisabeth (1360 † 1374) épouse en 1372 le margrave Jobst de Moravie
- Catherine († 6 juin 1420) épouse vers 1378/1386 Henri VIII le Moineau († 1397) duc de Głogów et Żagań.

En secondes noces il épouse en 1379 Euphémie de Mazovie († entre 21 juin 1418/9 décembre 1419) fille de Siemovit III de Mazovie dont :
- Hedwige (née vers 1367/1378 - † vers 13 mai 1390) épouse vers 25 janvier 1390 Vigunt Alexandre prince de Kirnovo (mort 28 juin 1392)
- Ofka (Euphemia) († 30 mars 1408).

## Sources
- (en) Cet article est partiellement ou en totalité issu de l’article de Wikipédia en anglais intitulé « Vladislaus II of Opole » (voir la liste des auteurs).
- (en) & (de) Peter Truhart, Regents of Nations, K. G Saur Münich, 1984-1988 (ISBN 359810491X), Art. « Oppeln + Strelitz », p.  2.453-2454.
- (de) Europaïsche Stammtafeln Vittorio Klostermann, Gmbh, Francfort-sur-le-Main, 2004  (ISBN 3465032926),  Die Herzoge von Oppeln 1313-1532, und die Herzoge von Falkenberg 1313-1369 des Stammes der Piasten  Volume III Tafel 17.
- Pál Engel, Gyula Kristó et András Kubinyi Histoire de la Hongrie Médiévale, Tome II « Des Angevins aux Habsbourgs » P.U.R Rennes (2008)  (ISBN 9782753500945).